# 프랭크 메네치노
프랭크 메네치노(Frank Menechino, 1971년 1월 7일 ~ )는 미국의 전 프로 야구 선수이자, 코치이다. 메이저 리그 베이스볼(MLB) 팀 오클랜드 애슬레틱스와, 토론토 블루제이스에서 뛰었다. 현재는 시카고 화이트삭스에서 타격 코치를 맡고 있다.